# Frühgeborenenapnoe
Die Frühgeborenenapnoe wird auch als „primäre Schlafapnoe im Säuglingsalter“ oder mit dem Anglizismus apparent life-threatening event (ALTE, akutes lebensbedrohliches Ereignis) bezeichnet und ist ein lebensbedrohliches Ereignis.
ALTE tritt im Säuglingsalter auf und ist gekennzeichnet durch plötzliches und unerwartetes Auftreten
- eines Atemstillstandes (Apnoe)
- Leblosigkeit und dadurch bedingter
- Blässe oder (im weiteren Verlauf) Zyanose

Durchbrochen werden kann dieser Zustand häufig mit Stimulation des Säuglings. Unabhängig davon, ob dies den erwünschten Erfolg bringt oder nicht, ist schnellstens (not-)ärztliche Hilfe in Anspruch zu nehmen.
Differentialdiagnostisch müssen ursächliche Krankheitszustände ausgeschlossen werden. Dazu gehören beispielsweise Krampfanfälle im Rahmen einer Epilepsie oder Herzrhythmusstörungen wie das QT-Syndrom.
ALTE gilt als Risikofaktor für den plötzlichen Säuglingstod.